# Echinoderes arlis
Echinoderes arlis är en djurart som tillhör fylumet pansarmaskar, och som beskrevs av Higgins 1966. Echinoderes arlis ingår i släktet Echinoderes och familjen Echinoderidae. Inga underarter finns listade i Catalogue of Life.